# Yardley (maison de parfum)
Yardley, Yardley of London, est une maison de parfum et de cosmétiques anglaise créée en 1770 à Londres. 

## Origines
En 1823, William Yardley rachète le fonds de Samuel Cleaver qui avait ouvert boutique en 1770 à Londres et venait de faire faillite. 
En 1841, la société de parfums est renommée Yardley & Statham quand Charles, le fils de William Yardley s'associe à William Statham.
Sous le nom Yardley & Statham, la maison présente ses produits durant l'Exposition universelle de 1851.
Son eau de toilette phare, English Lavender, inventée en 1873, est composée à partir de la lavandula angustifolia, récoltée dans le sud de l'Angleterre selon une formule déposée dans les années 1930.
En 1910, une première boutique de prestige ouvre sur Bond Street.
Au milieu des années 1960, le mannequin Jean Shrimpton, puis Twiggy servent d'égérie pour la marque. Des compositions sont créées en association avec la maison Lenthéric.
Dans les années 1970, elle sponsorise plusieurs équipes automobiles, dont les teams de Formule 1  BRM et McLaren  avec entre autres les pilotes Pedro Rodriguez, Joseph Siffert, Peter Gethin, Helmut Marko, Peter Revson, Denny Hulme, Mike Hailwood, Jody Scheckter, David Hobbs et même Jacky Ickx.
En 1998, la maison mère, Old Bond Street, dépose le bilan.
En octobre 2005, la famille Jatanias achète Yardley pour la somme de 60 millions de livres sterling. Une partie des actifs sont ensuite cédés, en août 2012, à Wipro.